# Perkebunan Sei Dadap Iii/Iv
Perkebunan Sei Dadap Iii/Iv is een bestuurslaag in het regentschap Asahan van de provincie Noord-Sumatra, Indonesië. Perkebunan Sei Dadap Iii/Iv telt 1883 inwoners (volkstelling 2010).